# Kwadijk

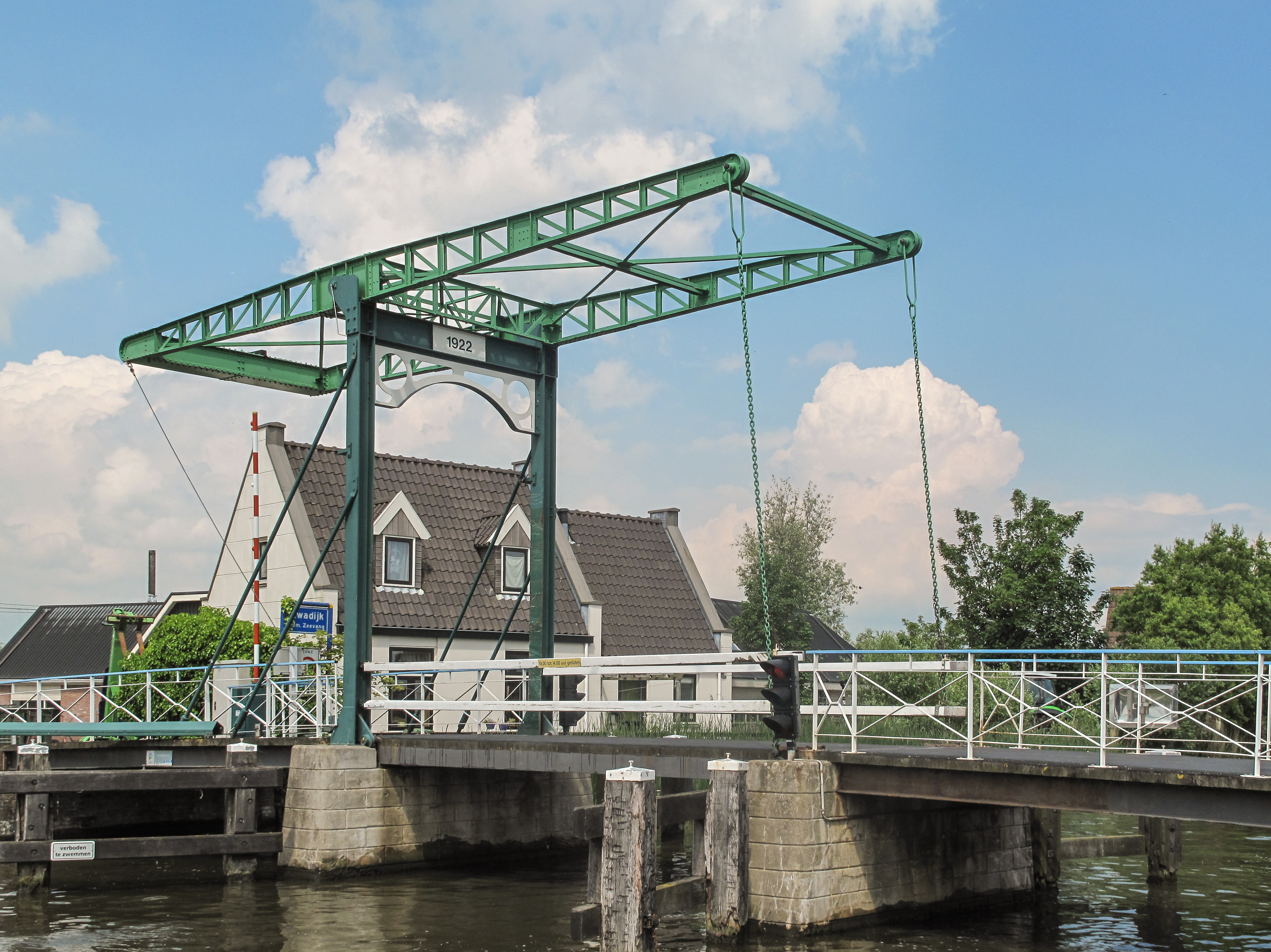
Kwadijk, ophaalbrug over de Purmerringvaart (in 2021 vervangen door een nieuwe brug)

Kwadijk is een dorp in de gemeente Edam-Volendam, in de Nederlandse provincie Noord-Holland. Het dorp had in 2023 810 inwoners.

## Geschiedenis
Kwadijk is in de late middeleeuwen ontstaan. Het was de opvolger van het oudere dorp Drey, dat werd verlaten omdat het door inklinking onbewoonbaar was geworden. 
Het is van oudsher een zeemansdorp. Een van de inwoners van het dorp was Jan Dignumsz, die als kapitein van Hollandia voer op de Eerste Schipvaart. Tot 1970 was Kwadijk een zelfstandige gemeente. Toen Kwadijk onderdeel werd van de gemeente Zeevang, werd de buurtschap Verloreneinde bij Kwadijk gevoegd. Tot 1 januari 2016 behoorde Kwadijk tot de gemeente Zeevang. Als gevolg van een gemeentelijke herindeling werd de gemeente Zeevang bij die van Edam-Volendam gevoegd.

### Drei
Drei werd, zover bekend, voor het eerst genoemd rond 1214 en voor het laatst in 1348 (later nog wel in combinatie met Kwadijk). Kwadijk werd, voor zover is na te gaan, in 1393 voor de eerste maal vermeld.
Vanaf de elfde tot in de veertiende eeuw lag Kwadijk onder de naam Drei (Dreya, Verdray, Verdrey) verder van de Purmer dan nu. Het dorp, genoemd naar de waterweg de Drey (Draai) tussen de Purmer en Beemster, lag toen als een vanuit de Drey ontgonnen laatmiddeleeuws lineair laagveendorp tussen de waterlopen de Nieuwendijk en de Wijzend. In 1567 kwam dit ter sprake tijdens een inspectietocht die commissaris Jacob van Quesnoy maakte in opdracht van het Hof van Holland. Dit gebeurde in verband met een geschil in de ring van Zeevang over dijklasten tussen de Oosterweren en Westerweren, die van elkaar gescheiden waren door het water de Ye. Als gevolg van de aanleg van de Nieuwendam over de Purmeraa nabij Monnickendam in 1400 of 1401 waren de Westerweren bevoordeeld, omdat hun zeedijken langs de Purmer en Beemster binnendijken waren geworden, terwijl de Oostdijk langs de Zuiderzee een zeedijk was gebleven. De Oosterweren eisten een herverdeling van de dijklasten (herstoeling), waarbij de lasten gelijkelijk over de ingelanden (grondbezitters) zouden worden verdeeld. De dijken in Zeevang werden meestal volgens "dijken op zijn hoofdbreedte" onderhouden, oftewel de perceelbreedte aan de dijk was bepalend voor de kosten.
Op 3 juli 1567 begaven commissaris Jacob van Quesnoy en secretaris Jehan Purtyck zich vanuit Den Haag naar Edam voor een inspectietocht. Op 5 juli ging men op weg vanaf de Monnickendammer poort. De tocht leidde eerst langs de Purmerdijk, waarvan men het onderhoud besprak en daarna verder naar de Nieuwendam over de Purmeraa. Na een uitvoerige discussie daar over de aanleg en het onderhoud ervan, trokken de aanwezigen langs de zeedijk naar Monnickendam en bespraken daar het beheer van deze dijk. Vervolgens keerde men terug naar de Nieuwendam en trok verder langs de Kloosterdijk, Ilpendam en Purmerend en werd het ontstaan van walen (kolkgaten), kale dijken (zonder voorland) en dijkonderhoud besproken. Op 7 juli begaf men zich via de Middelieër poort van Edam langs de Purmerdijk naar Kwadijk en was de aandacht op walen, inlaagdijken (naar binnen verleggen van onhoudbare dijkvakken) en dijklasten gericht. Nadat Kwadijk was bereikt, trok men landinwaarts naar het perceel van de weduwe van Jacob Schoffzoon. Hier had destijds het kerkhof van Drei gelegen. Volgens verschillende getuigen in het voor het Hof van Holland gevoerde proces werden ter plaatse nog mensenbeenderen gevonden, had er een houten kruis gestaan en werd de ronde plaats, met een laagte rondom die duidde op de vroegere (begrafenis)processieweg, als een gewijde plek beschouwd. Deze werd door de inwoners van Kwadijk (Quadyck) het oude kerkhof van Oud-Kwadijk genoemd. Er werden nog resten van de oude kerk gevonden en de bewoners van Kwadijk moesten de provisor van Amstelland nog jaarlijks een bedrag betalen in verband met het kerkhof. In het "chynsbouck" van deze geestelijke stond de naam Verdray vermeld. Vervolgens ging men naar Hobrede en Oosthuizen aan de Beemster, waar de inlaagdijken en de dijk in Oosthuizen beschouwd werden, waarna de tocht op de Slingerdijk beëindigd werd.
De geleidelijke verplaatsing van Drei eindigde in de veertiende eeuw en was een gevolg van inklinking waardoor bewoning in Drei een probleem werd. De nieuwe naam Kwadijk was afgeleid van de kwade (moeilijk te onderhouden) dijk. Kwadijk had ten minste vanaf 1414 een eigen kerk, die dus aanzienlijk zuidelijker dan de vroegere kerk van Drei was gebouwd. Wel bevond hij zich op dezelfde noord-zuidas.
Kort vóór de inspectie uit 1567 was het gebied nog getroffen door een stormramp in 1566. De wind die aanvankelijk uit het noordwesten waaide, stuwde het water uit de Noordzee op in de Zuiderzee en toen de wind later naar het noordoosten draaide, kwamen de dijken langs de westzijde van de Zuiderzee onder zware druk te staan, waarbij het water over de dijken sloeg. In het manuscript werden, naast de stormramp van 1566, ook stormrampen uit 1532, 1552 en 1560 genoemd. De wielen, ook walen genoemd, waren kolkgaten die bij een dijkbreuk achter de dijk waren ontstaan. De getuigen spraken over "braeck, breeck, wael, weel, grontbraeck en grontwael". In Kwadijk vond men in 1567 van oost naar west onder andere de Cruysbreeck, Willem Maertszoons braeck, Jacob Wouterszoons braeck en de inmiddels verdwenen Campbreeck. Ze werden door de getuigen van vóór de aanleg van de Nieuwendam over de Purmeraa in 1400 of 1401, gedateerd, omdat de dam voldoende(?) bescherming bood. Interessant is dat in verband met de walen een aantal inwoners van Kwadijk in 1567 genoemd wordt. Het zijn (huizen van oost naar west): de weduwe van Jan Pouwelszoon (huis Verloren Cost voor de Willem Maertszoons braeck), Claes Dircxzoon (bij een recent verdwenen waal), Pieter Janszoon (huis bij de overtoom en naast de Jacob Wouterszoons braeck), Pieter Hannes, Claes Corneliszoon, Jaep Willemszoon (huizen ten oosten van de kerk ter plaatse van enige verdwenen walen), Pieter Meynertszoon (achterhuis ter plaatse van de vroegere Campbreeck) en Thonis Meenszoon (huis op een verdwenen waal).
In de zestiende en zeventiende eeuw werd naast de veeteelt en visserij ook een bestaan gevonden in de zeevaart en de vroegere kruiskerk uit het begin van de zestiende eeuw werd later vervangen door de huidige kerk in Kwadijk, die uit 1835 stamt.

### Onderzoek
Tussen 1980 en 1985 is archeologisch veldonderzoek gedaan door Sjaak Lambalk in samenwerking met de Universiteit van Amsterdam en het Oudheidkundig Genootschap Oud-Quadyck. De ligging van Drei werd op grond hiervan nauwkeurig worden vastgesteld. Uitgangspunt was een manuscript uit 1567 van de hand van secretaris Jehan Purtyck, geschreven in opdracht van commissaris Jacob van Quesnoy, dat ontcijferd werd door Lex Ritman. Verder waren er historische veldnamen zoals de Kosterije en de Kerkhoven. In het veld vond men potscherven van kogelpot, paffrath -en Pingsdorfs aardewerk en onregelmatigheden in het landschap die op huisplaatsen wezen. Het aardewerk was van groot belang voor de datering. Pingsdorf en Paffrath kwamen uit het Duitse Rijnland, de kogelpotten waren inheems.

### Spoorlijn
Op 20 mei 1884 werd te Kwadijk een station geopend aan de spoorlijn Zaandam-Enkhuizen. Het station heette aanvankelijk Kwadijk-Edam en werd vanaf 15 mei 1935 Kwadijk genoemd. Op 15 mei 1938 werd het station gesloten. Tussen Kwadijk en Volendam reed ook een stoomtram, geëxploiteerd door de HSM. In 1925 werd te Kwadijk de Watertoren Kwadijk gebouwd.

## Geboren in Kwadijk
- Manuëla Kemp (1963-2025), zangeres, presentatrice
- Jan Sanders (1919-2000), tekenaar en illustrator

## Bekende inwoners van Kwadijk
- Frank Verlaat, (ex-) voetballer